# Курьо, Мария
Мария Курьо (род. 10 декабря 1989 года) — немецкая прыгунья в воду. Чемпионка Европы 2016 года в синхронных прыжках с вышки, призёр чемпионатов Европы.

## Карьера
Выступая на Летней Олимпиаде 2012 года в соревнованиях по прыжкам с 10-метровой вышки, пробилась в полуфинал и заняла итоговое 17-е место. Через год, на Чемпионате Европы по прыжкам в воду завоевала две бронзовые медали.
На Чемпионате Европы 2014 года в дуэте с Пхан Му завоевала серебряную медаль, проиграв дуэту из России и опередив спортсменок из Венгрии.
Самым успешным в её карьере стал Чемпионат Европы 2018 года, на котором она завоевала серебряную и две бронзовые медали.